# Абдуллаева, Зара Кемаловна
Зара Кемаловна Абдуллаева (род. 4 ноября 1953, Баку) — российский кинокритик, искусствовед, автор работ по истории и теории кино, театра, литературы.

## Биография
Родилась в Баку. Выпускница филологического факультета Московского государственного университета (1975). Кандидат искусствоведения (1982).
Как редактор издательства «Союзтеатр» участвовала в составлении сборника драматургии «Восемь нехороших пьес» (1990). Печаталась в специализированных научных, литературных и искусствоведческих журналах («Вестник Академии наук», «Вопросы литературы», «Дружба народов», «Новое литературное обозрение», «Новый мир», «Искусство кино», «Сеанс», «Театр» и др.), а также в изданиях общего профиля («Коммерсантъ», «Литературная газета», «Независимая газета» и др.). Специальный корреспондент журнала «Искусство кино». Написала несколько книг, посвящённых кинематографу, в том числе монографии о Романе Балаяне, Ульрихе Зайдле, Кире Муратовой и Олеге Янковском. Автор статей по творчеству Сергея Довлатова, Михаила Зощенко, Антона Чехова.
Лауреат ряда профессиональных наград, включая приз Союза кинематографистов СССР за лучшую книгу года («Живая натура. Картины Романа Балаяна», 1989) и премии Гильдии киноведов и кинокритиков России (премия имени Мирона Черненко за книгу критических статей «Реальное кино», 2003; призы «Слон» за книги «Кира Муратова: искусство кино», 2008, и «Постдок. Игровое/неигровое», 2011; диплом Гильдии за книгу «Зайдль. Метод», 2014).